# Avantha Masters
Die Avantha Masters war ein professionelles Golfturnier auf der European Tour, der Asian Tour und der Professional Golf Tour of India (PGTI). Es wurde 2010 neu eingeführt und bedeutete die Rückkehr der European Tour nach Indien, nachdem die Indian Masters 2009 abgeschafft wurden.
Das Turnier wurde zunächst auf dem DLF Golf and Country Club gespielt, auf dem 2008 auch die Johnnie Walker Classic stattfand. 2013 wurde der Jaypee Greens Golf Club in Greater Noida neuer Austragungsort.
Am 5. September 2013 gab die Avantha Group bekannt, sich als Sponsor des Turniers zurückzuziehen. Da sich kein neuer Sponsor fand, wurde das Turnier auf allen drei Golftouren für beendet erklärt.

## Siegerliste
| Jahr | Sieger         | Ergebnis | Ergebnis | Ergebnis | Ergebnis | Ergebnis  | Vorsprung |
| Jahr | Sieger         | R1       | R2       | R3       | R4       | Gesamt    | Vorsprung |
| ---- | -------------- | -------- | -------- | -------- | -------- | --------- | --------- |
| 2013 | Thomas Aiken   | 67       | 69       | 62       | 67       | 265 (−23) | 3 Schläge |
| 2012 | Jbe' Kruger    | 70       | 69       | 66       | 69       | 274 (−14) | 2 Schläge |
| 2011 | Shiv Chowrasia | 70       | 69       | 67       | 67       | 273 (−15) | 1 Schlag  |
| 2010 | Andrew Dodt    | 67       | 68       | 71       | 68       | 274 (−14) | 1 Schlag  |